# Red Light Spells Danger
«Red Light Spells Danger» (también conocida como «Red Light») es una canción interpretada por el cantante Billy Ocean y coescrita junto al productor Ben Findon. Fue lanzada en marzo de 1977 por el sello discográfico GTO Records.

## Información de la canción
"Red Light Spells Danger" trata sobre un hombre soltero, que solía sentirse libre como un pájaro. Pero ahora que se ha enamorado, no puede resistirse a su amada. La "luz roja" simboliza el peligro y le advierte que no puede durar mucho tiempo sin su amante. Se siente como un niño que llora por su madre cuando no está con ella, y siente el calor de la pasión ardiendo dentro de él.
El álbum se convirtió en un éxito en varios países. Alcanzó la segunda posición en la lista UK Singles Chart de Reino Unido. En Alemania llegó al número 15  y en Nueva Zelanda al 10. En los Países Bajos, alcanzó el número 12 en el Nederlandse Top 40 y  el 10 en la Mega Single Top 100. En Bélgica logró la 9ª posición del Ultratop 50. En Sudáfrica alcanzó el número 5 del Springbok Radio.

## Lista de canciones
sencillo  de 7"  1977
1. "Red Light Spells Danger" - 3:29
2. "Sweet Memories" - 4:22

sencillo  de 7" (1987 Remix)
1. "Red Light Spells Danger (1987 Mix)" - 3:43
2. "On The Run" - 3:16

maxi  de 12" (1988 Remix)
1. "Red Light Spells Danger (Dance Mix)" - 5:55
2. "Love Really Hurts Without You (Cupid Remix)" - 6:53

## Posicionamiento en Listas
| Lista (1977)                          | Posición |
| ------------------------------------- | -------- |
| Alemania (Offizielle Deutsche Charts) | 15       |
| Bélgica (Flandes) (Ultratop 50)       | 9        |
| Nueva Zelanda (Recorded Music NZ)     | 10       |
| Países Bajos (Nederlandse Top 40)     | 12       |
| Países Bajos (Mega Single Top 100)    | 10       |
| Reino Unido (Official Charts Company) | 2        |
| Sudáfrica (Springbok Radio)           | 5        |